# Piero Giacosa
Piero Giacosa, noto anche come Pietro Giacosa (Parella, 4 luglio 1853 – Torino, 17 ottobre 1928), è stato un entomologo e medico italiano, autore di numerose opere di medicina e farmacologia.